# 大枝諸上
大枝 諸上（おおえ の もろがみ、生没年不詳）は、奈良時代末期から平安時代初期の官人。氏姓は土師宿禰のち大枝朝臣。『大日本古文書』にある土師 諸土、『続日本紀』にある土師 諸士は同一人物と想定される。官位は正六位上・兵部少丞。

## 経歴
光仁朝の宝亀年間前半（772年-773年ごろ）造東大寺史生を務める。
延暦9年12月30日（791年2月11日）に桓武天皇の生母である高野新笠の一周忌に伴い、同じ系統であるとして土師宿禰から大枝朝臣に改姓した（この時の位階は正六位上）。なおこれより先に、高野新笠の母・土師真妹に正一位が追贈された際、同族の菅原真仲と土師菅麻呂が同時に大枝朝臣が授けられているが、諸上への改氏姓はこれに遅れている。
本貫は河内国にあったが、延暦15年（796年）には右京（平安京）に貫付されている。

## 官歴
注記のないものは『続日本紀』による。
- 宝亀3年（772年）9月14日：見造東大寺史生[4]
- 時期不詳：正六位上
- 延暦9年（790年） 12月30日：土師宿禰から大枝朝臣に改姓[5]
- 延暦15年（796年）7月19日：河内国から右京に移貫